# Zielone, minione...
Zielone - minione... – film z 1976 roku, w reżyserii Gerarda Zalewskiego.

## Fabuła
Młody ziemianin przyjeżdża do gubernialnego miasta, w celu załatwienia formalności związanych z dużym spadkiem. 

## Obsada
- Jerzy Bończak jako Teodor
- Jan Frycz jako Ludwik Konarzewski
- Bożena Adamek jako Anusia
- Władysław Dewoyno
- Władysław Hańcza
- Andrzej Szczepkowski
- Halina Chrobak
- Aleksandra Karzyńska

## Nagrody
- 1976 – Festiwal Polskich Filmów Fabularnych – Bolesław Kamykowski – Nagroda za najlepszą scenografię